# Büren (Westfalen)
Büren is een stad en gemeente in de Duitse deelstaat Noordrijn-Westfalen, gelegen in de Kreis Paderborn. De gemeente telt 21.452 inwoners (31 december 2020) op een oppervlakte van 170,87 km².

## Stadsdelen

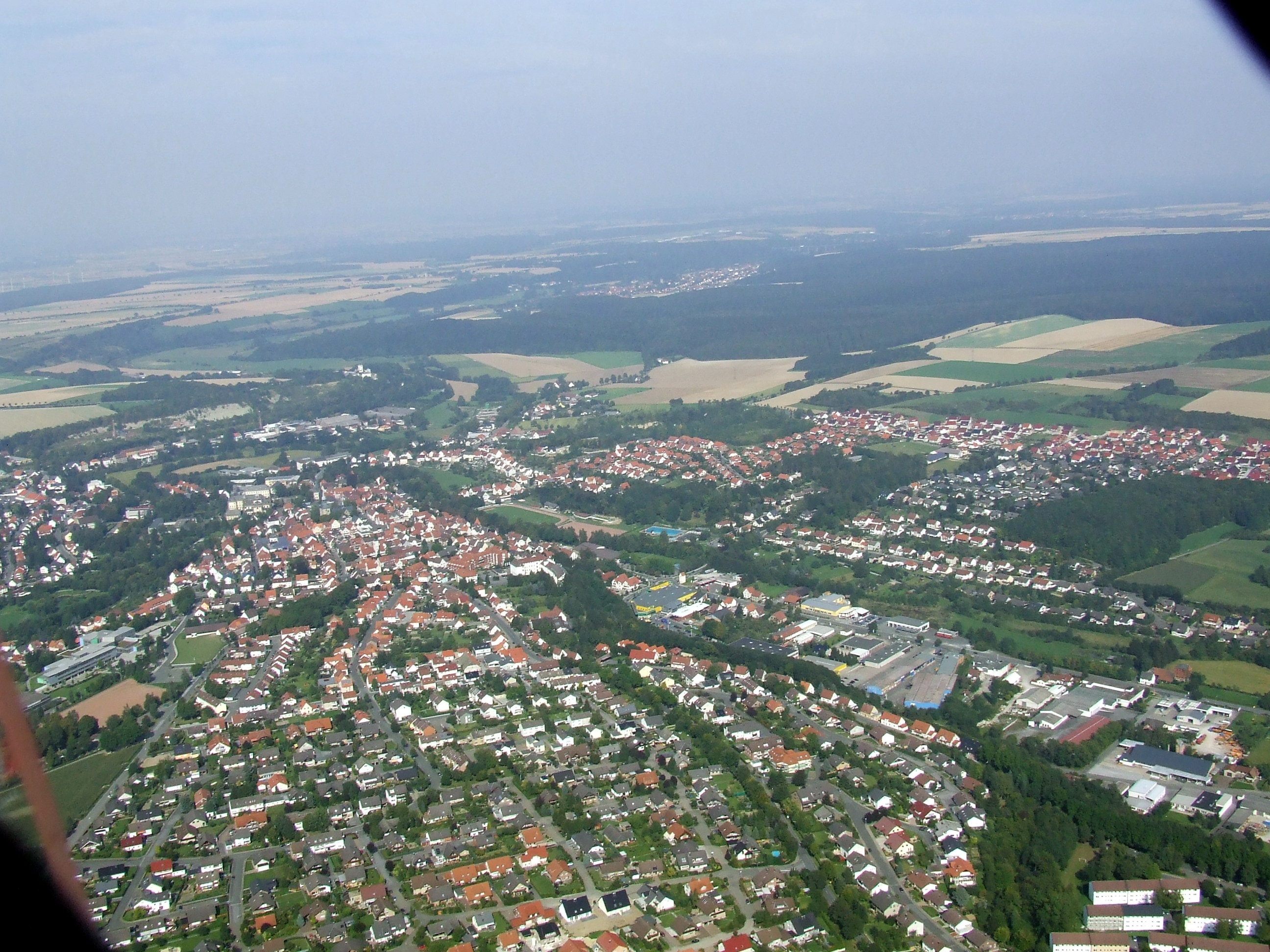
Luchtfoto van Büren, vanuit het zuiden
Stadsdelen van Büren

De gemeente Büren bestaat naast de hoofdplaats (8.656 inwoners) uit nog elf plaatsen (Ortsteile): 
- Ahden (995)
- Barkhausen (140)
- Brenken (2.249)
- Eickhoff (91)
- Harth (866)
- Hegensdorf (897)
- Siddinghausen (951)
- Steinhausen (3.511)
- Weiberg (650)
- Weine (538)
- Wewelsburg, bij het gelijknamige kasteel (2.140).

Totaal per 31 december 2017: 21.684 inwoners.
De getallen tussen haakjes geven het aantal inwoners weer (Bron: website van de gemeente, Statistisches Jahrbuch peildatum: 31 december 2017)

## Ligging, verkeer, vervoer
Büren ligt in de noordoosthoek van het Sauerland aan een riviertje dat Alme heet, en dat ook door Paderborn stroomt en verder noordwestwaarts in de Lippe uitmondt.
De gemeente ligt bijna 30 km ten zuidwesten van de stad Paderborn en ca. 22 km (over binnenwegen) en 30 km (over hoofdwegen) ten zuidoosten van Lippstadt. Het stadje Rüthen ligt ongeveer 11 km ten zuidwesten van Büren, en Warstein ligt nog 11 km verderop.
De hoofdplaats Büren ligt ongeveer 7 km ten zuiden van de Autobahn A44 (afrit 60).
Büren was tot 2014 door een klein spoorlijntje met de stad Paderborn verbonden. Omdat exploitatie niet lonend bleek, is het gesloten, en de sporen zijn op de meeste plaatsen verwijderd. De spoorverbindingen zijn door buslijnen vervangen, o.a. één stadsbuslijn van het centrum naar de voornaamste Stadtteile (zie boven) en streekbussen naar het vliegveld, Geseke, Paderborn en Brilon.
Ongeveer 10 km ten noorden van het stadje Büren, in stadsdeel Ahden, ligt een vliegveld, Flughafen Paderborn Lippstadt.

## Economie
In de gemeente zijn diverse kleinere industriële en handelsbedrijven gevestigd.
In een bos op 8 km buiten de stad bevindt zich, in een gebouw dat tot 2015 een gevangenis was, een detentie- en uitzettingscentrum voor asielzoekers.

## Geschiedenis
Zie ook Wewelsburg (kasteel) en Niederhagen (concentratiekamp bij het kasteel).
In 1195 stond de bisschop van Paderborn de heren van Büren toe om bij hun reeds bestaande kasteel een stadje te bouwen. In 1220 was het, met inbegrip van een stadsommuring, gereed. In 1243 stichtten zij het cisterciënzer nonnenklooster Holthausen. Rond 1286, zo blijkt uit een document, waren er handelscontacten met Riga; of Büren op die grond een Hanzestad genoemd kan worden, is niet zeker.
In de 14e eeuw viel Büren, dat nog steeds door de Edelherren van Büren geregeerd werd, toe aan het Prinsbisdom Paderborn, waarmee het verder de lotgevallen in de geschiedenis deelde. Wel bleven deze Edelherren leenmannen van de bisschop, tot zij in 1661 uitstierven en de Jezuïetenorde het leen door vererving verkreeg.
De inwoners van de gemeente werden na de Reformatie in de 16e eeuw voor een deel luthers, maar na de Contra-Reformatie in 1604, waarbij de jezuïeten een belangrijke rol speelden,  weer overwegend rooms-katholiek. Ook nu nog zijn de meeste christenen in de gemeente rooms-katholiek.
De enige verder werkelijk schokkende episode in de geschiedenis tussen 1818 en heden was  de periode van het Derde Rijk en de Tweede Wereldoorlog, waarin met name de Wewelsburg een rol speelde.

## Bezienswaardigheden, markante gebouwen
- Hoewel het zeer grote, oorspronkelijk in de stijl der Wezerrenaissance gebouwde kasteel Wewelsburg sterk verbonden is met de ideologie van en de humanitaire misdaden door het nationaalsocialisme, blijft het een bijzondere plek, alleen al vanwege het weidse uitzicht over de omgeving. In en om het kasteel bevinden zich diverse gedenkplaatsen voor de slachtoffers van de misdaden, die door de nazi's hier zijn begaan. Ook herbergt het kasteel het Historisch Museum voor het Prinsbisdom Paderborn  (in het zuidelijk en oostelijk gedeelte). Een ander gedeelte van het kasteel is als jeugdherberg in gebruik.
- De gemeente ligt in een heuvelachtig en bosrijk gedeelte van het Sauerland, waar men veel wandel- en fietsmogelijkheden heeft. Van de bossen in de gemeente is meer dan 27 km² natuurreservaat.
- Molenmuseum de Mittelmühle in Büren (16e-eeuwse  watermolen met voormalige textielververij)
- De St. Nicolaaskerk (Nikolauskirche) werd in de 13e eeuw in gotische stijl gebouwd.
- De 18e-eeuwse Jezuïetenkerk Maria Immaculata in barok- en rococostijl
- Het imposante, paleisachtige voormalige Jezuïetencollegium (1728) herbergt thans een middelbare school en is niet te bezichtigen.
- In stadsdeel Harth staat nog de ruïne van Burg Ringelstein. Het kasteel werd in 1385 in opdracht van lokale edelen gebouwd. In de vroege 17e eeuw was het berucht vanwege de heksenprocessen. Alleen al in 1631 werden er 55 vermeende heksen gevangen gezet, gefolterd en uiteindelijk ter dood gebracht. De kelder, waar de martelingen plaatsvonden, de Hexenkeller, bestaat nog. Het gebouw zelf verviel vanaf 1802 geleidelijk tot de huidige ruïne.
- Gut Holthausen, voormalig cisterciënzer nonnenklooster, nu particulier bewoond. Niet te bezichtigen.
- Gut Böddeken, voormalig  monnikenklooster, in de nieuwere gebouwen bij de ruïne van de vroegere kloosterkerk is nu een internaat. Niet te bezichtigen.
- Kasteel Erpernburg, stadsdeel Brenken (18e eeuw): Particulier bewoond door de adellijke familie Von und zu Brenken, niet te bezichtigen.
- In het stadje zelf zijn na een verregaande stadssanering tussen 1960 en 1975 slechts enkele oude vakwerkhuizen bewaard gebleven.

## Belangrijke personen in relatie tot de stad

### Geboren
- Michael Henke (*1957), vanaf 1989 bijna voortdurend assistent-trainer, vaak aan de zijde van Ottmar Hitzfeld, o.a. bij FC Bayern München en Borussia Dortmund
- Tim Versnel (*1987), sinds 2022 wethouder van Rotterdam

## Afbeeldingen

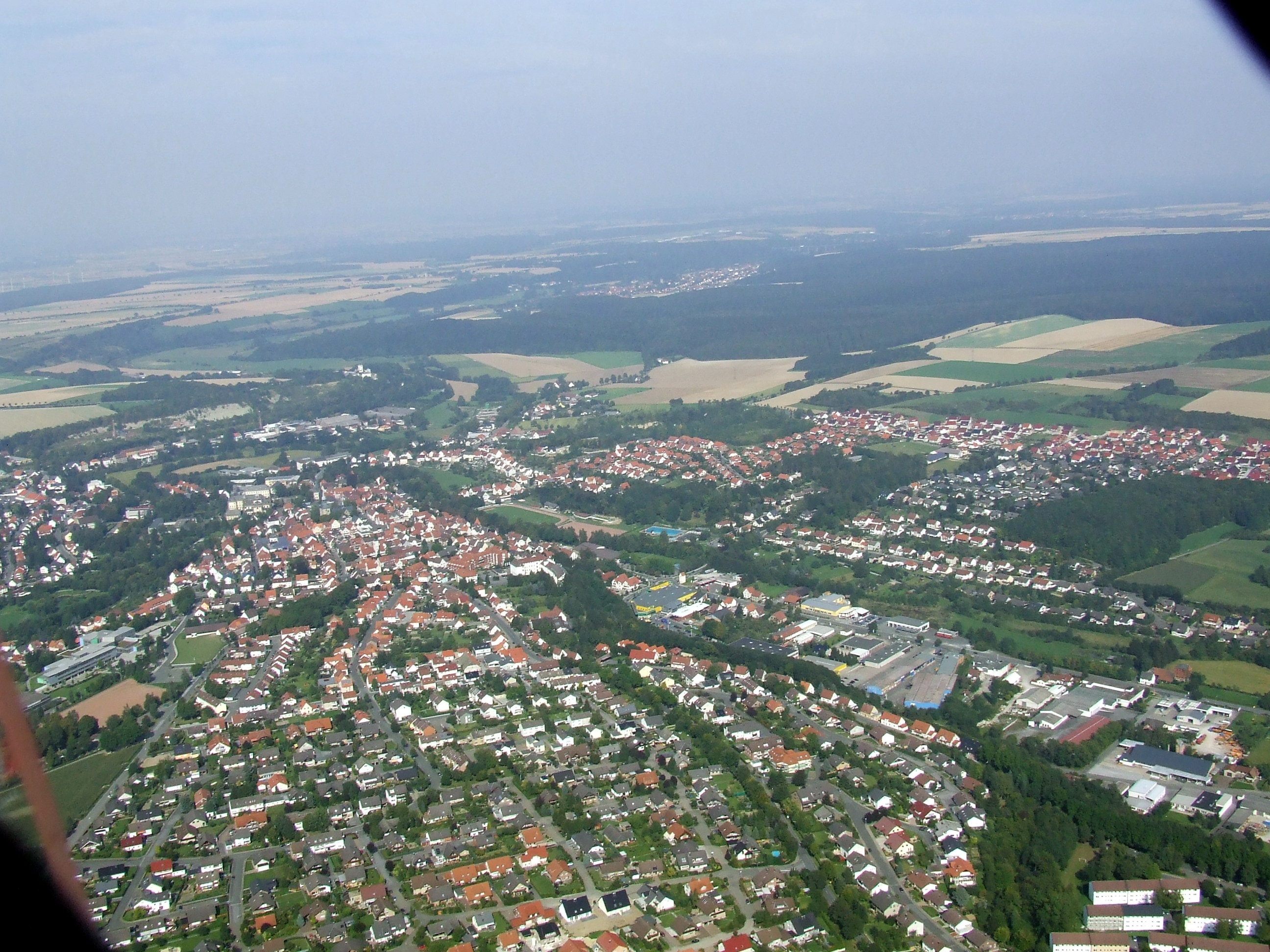
Gezicht op Büren
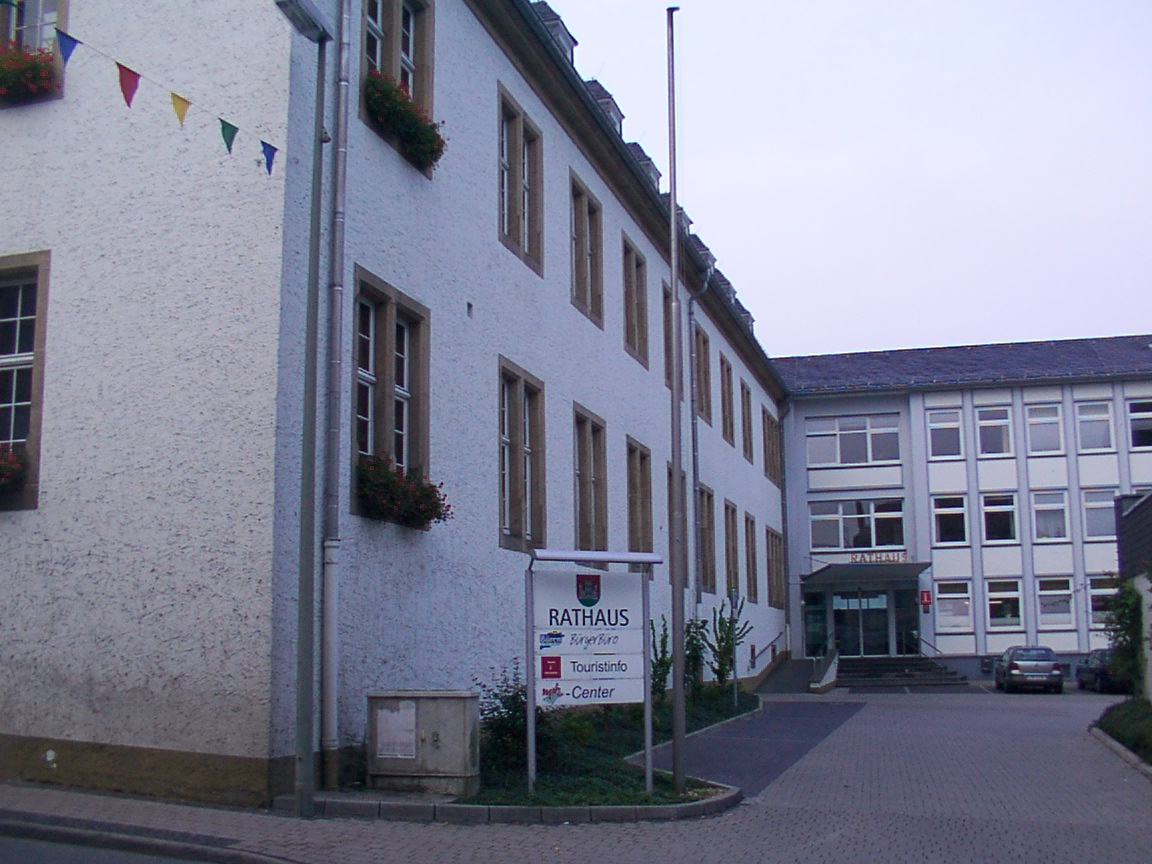
Gemeentehuis
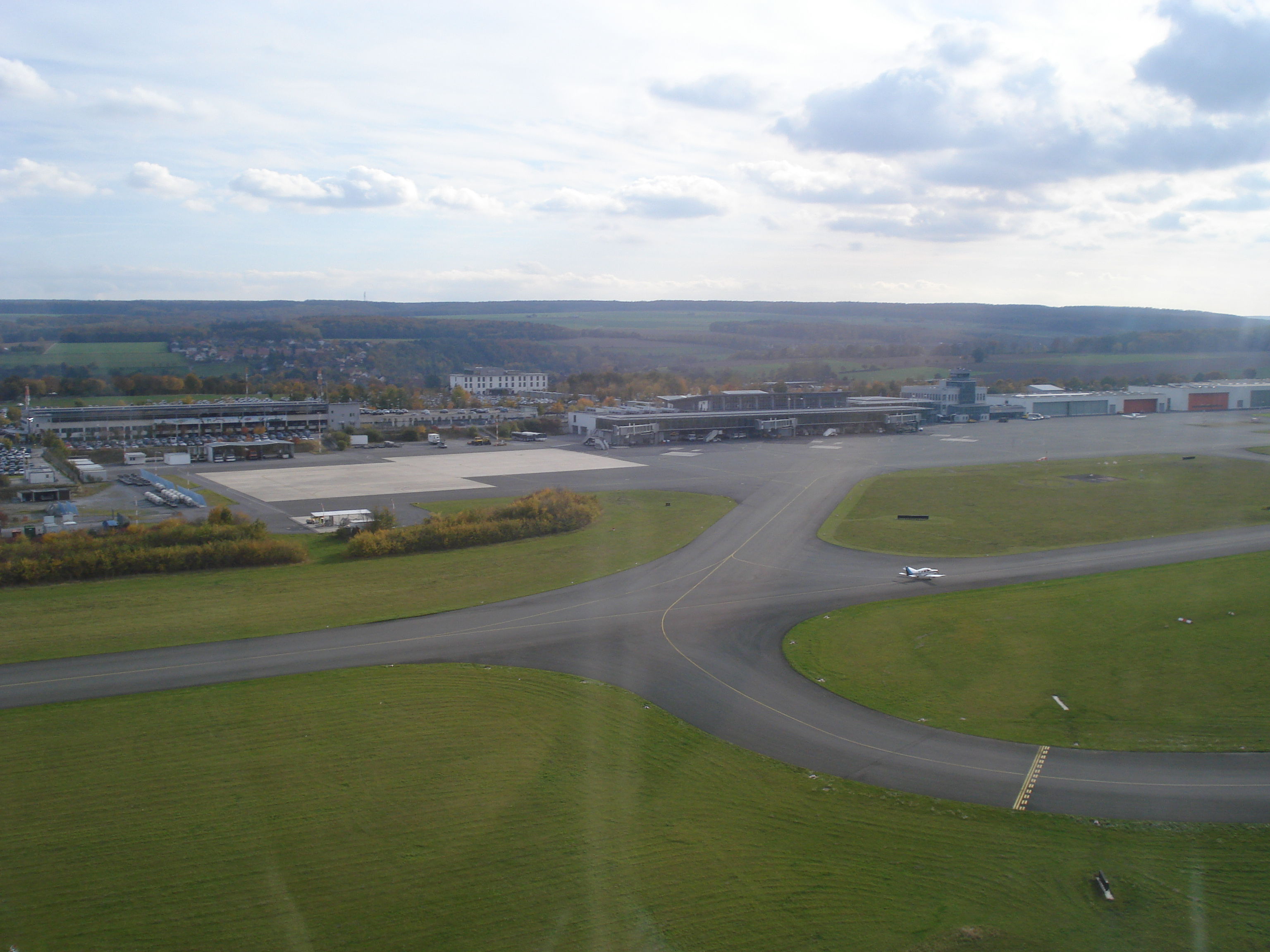
Luchthaven Paderborn/Lippstadt
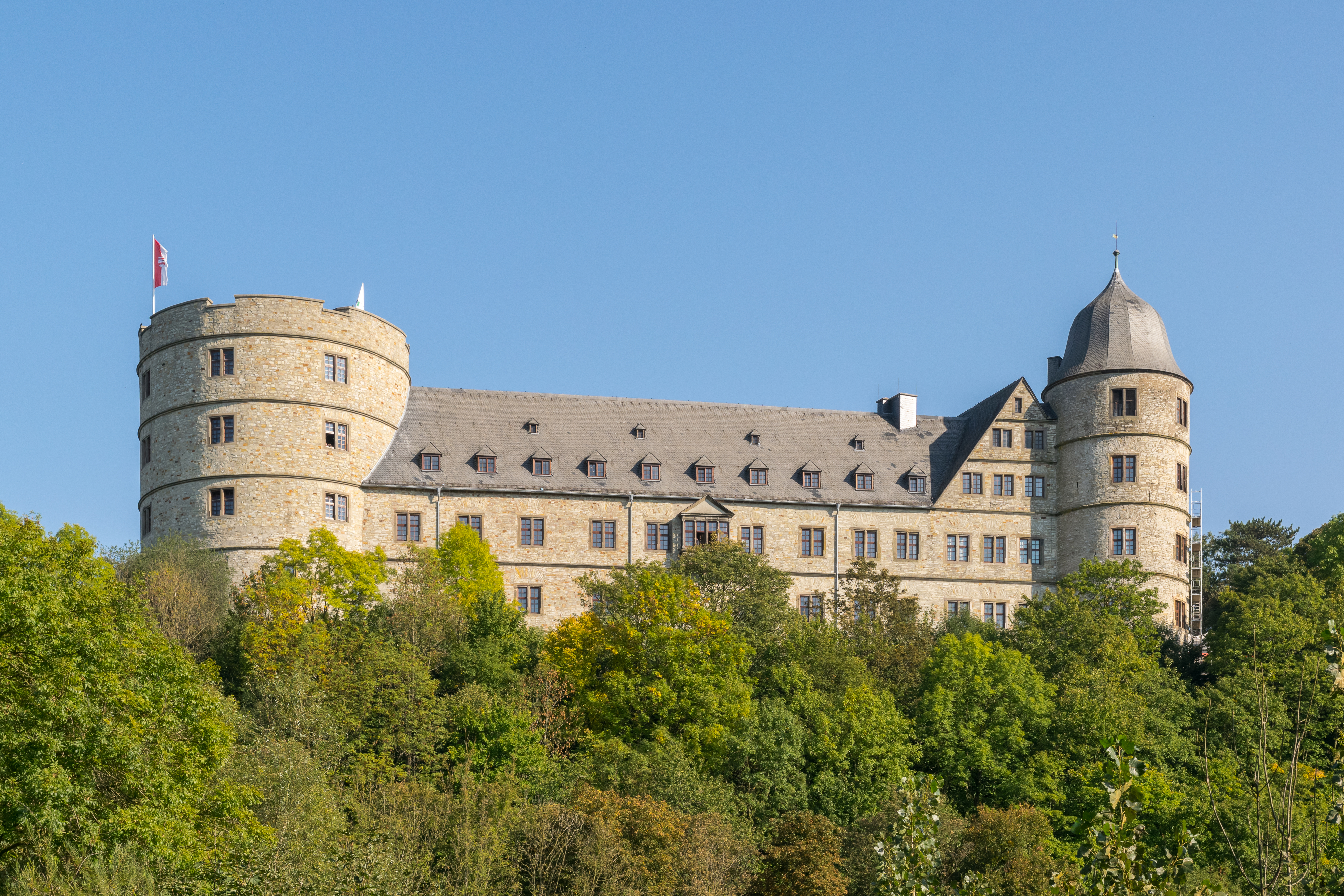
Wewelsburg, exterieur
Wewelsburg, binnenplaats
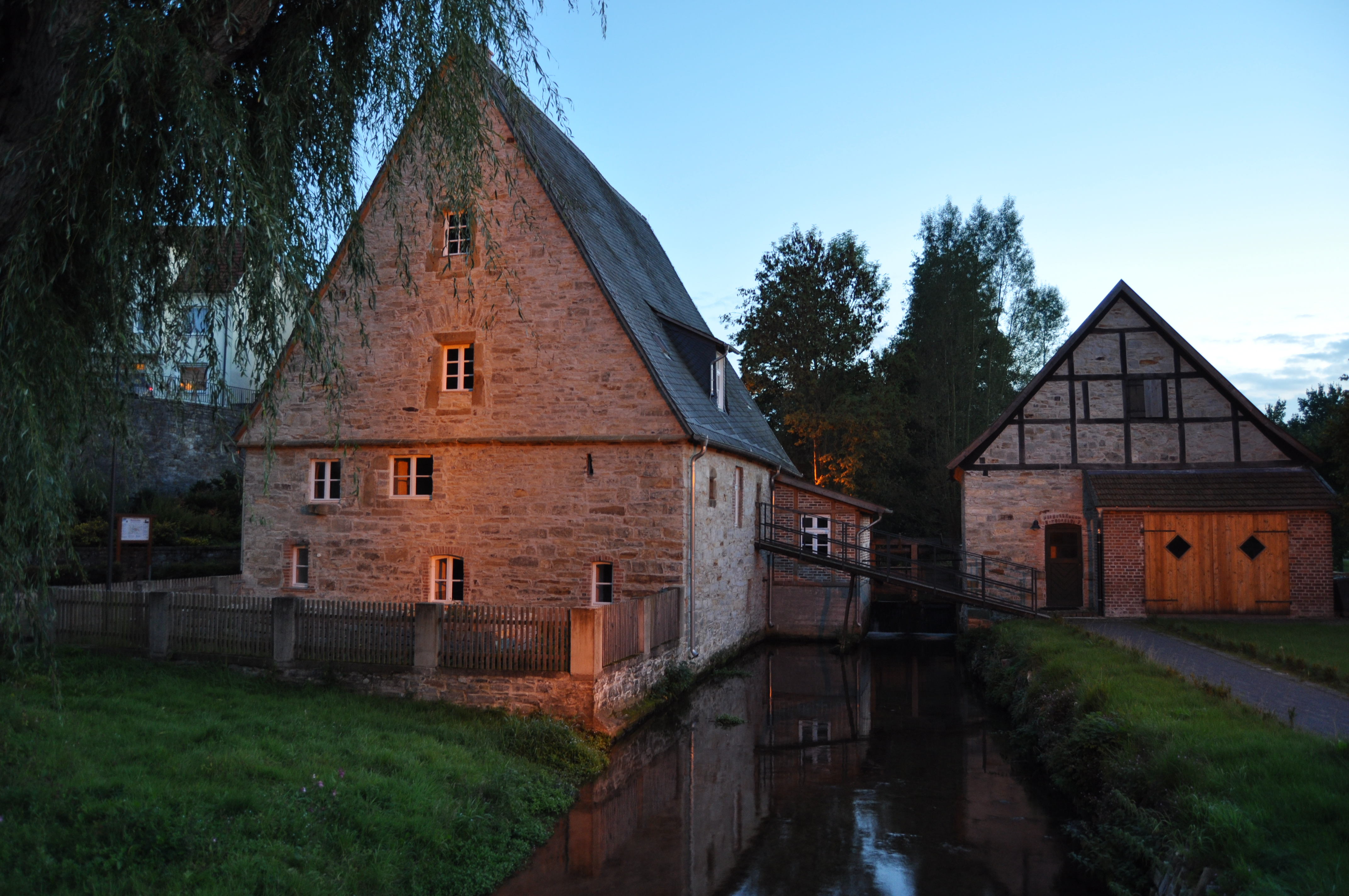
Mittelmühle (links) en Bohrmühle, twee historische watermolens in Büren
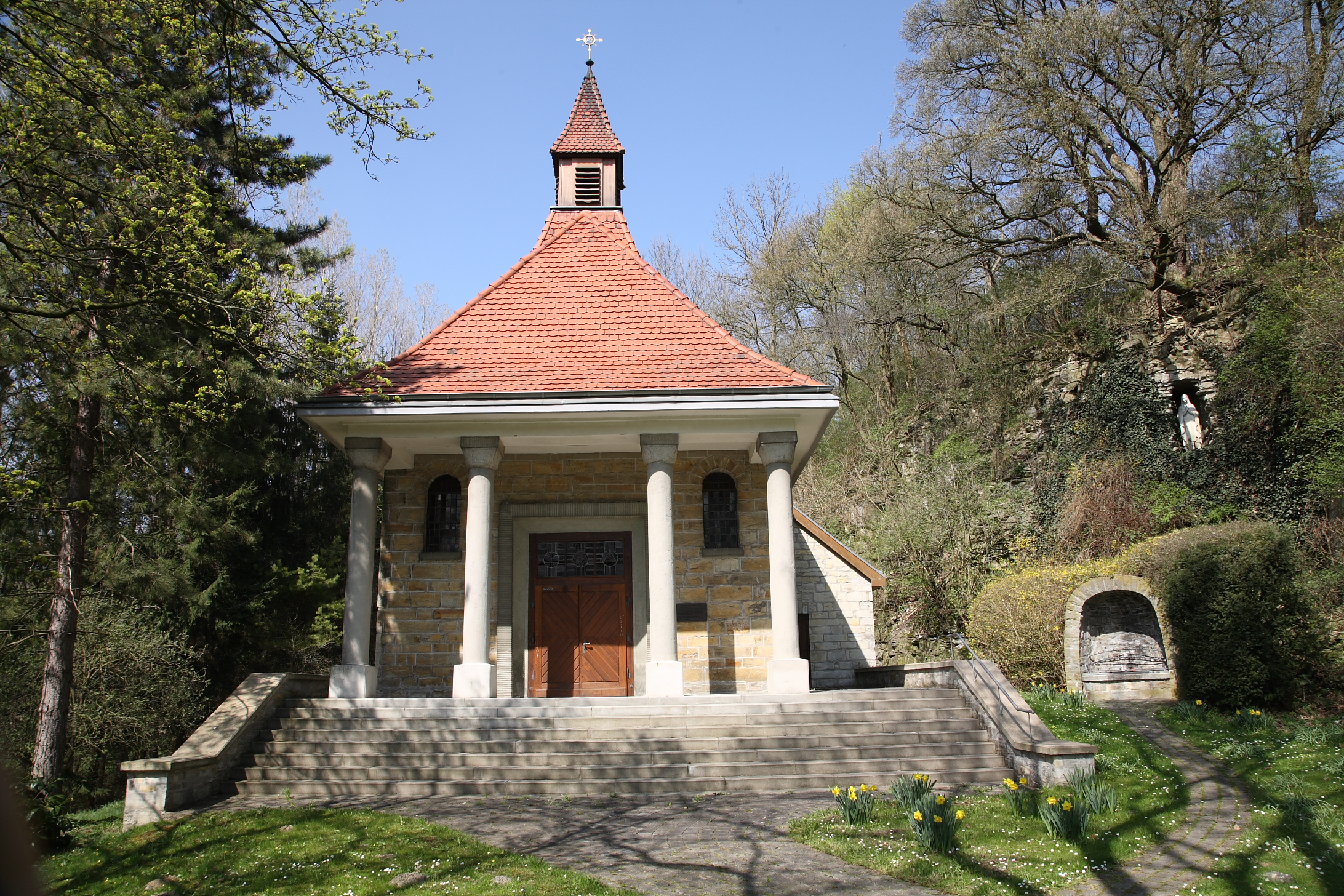
Kluskapel[2] Ahden
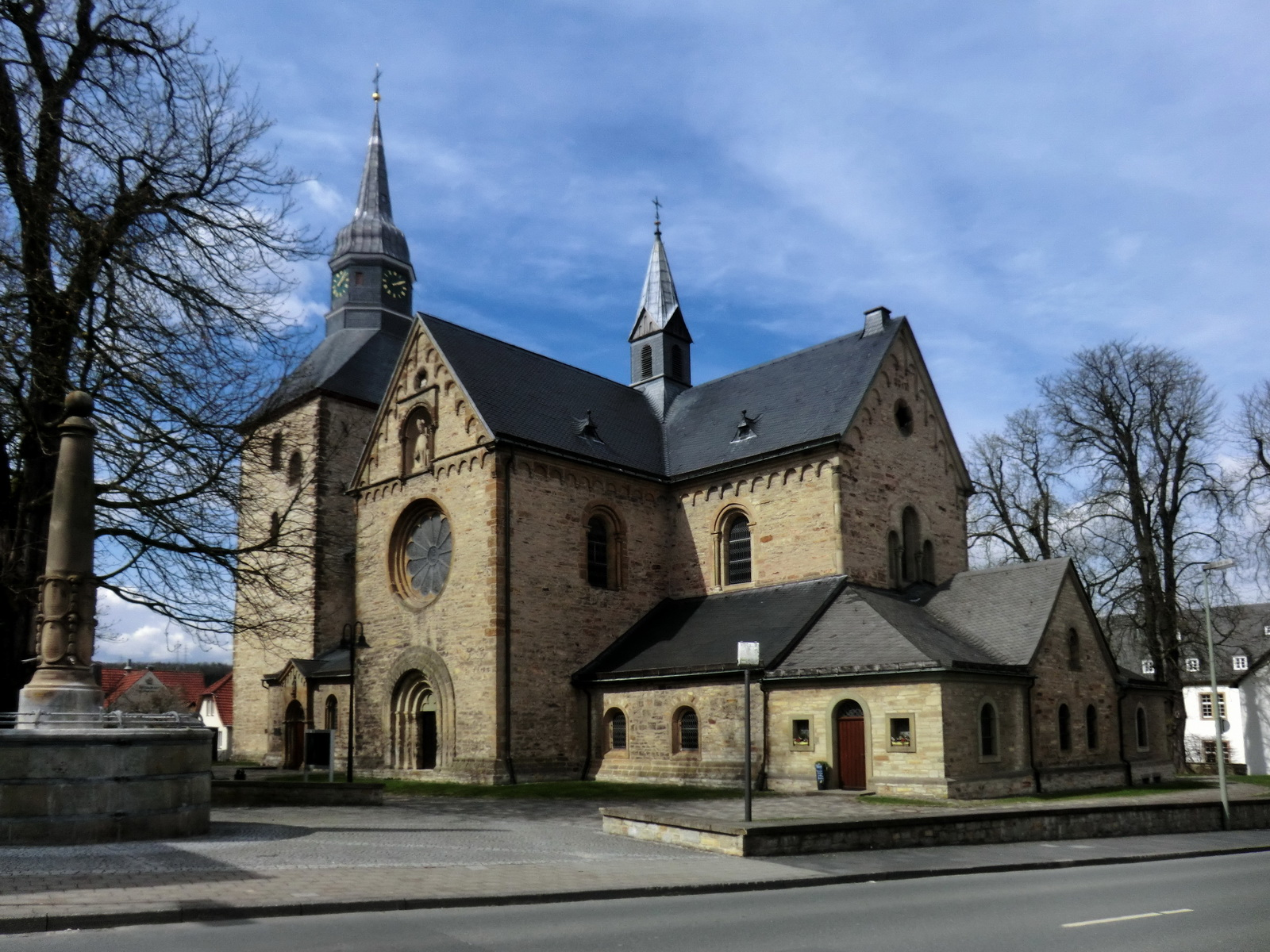
St. Nicolaaskerk Büren
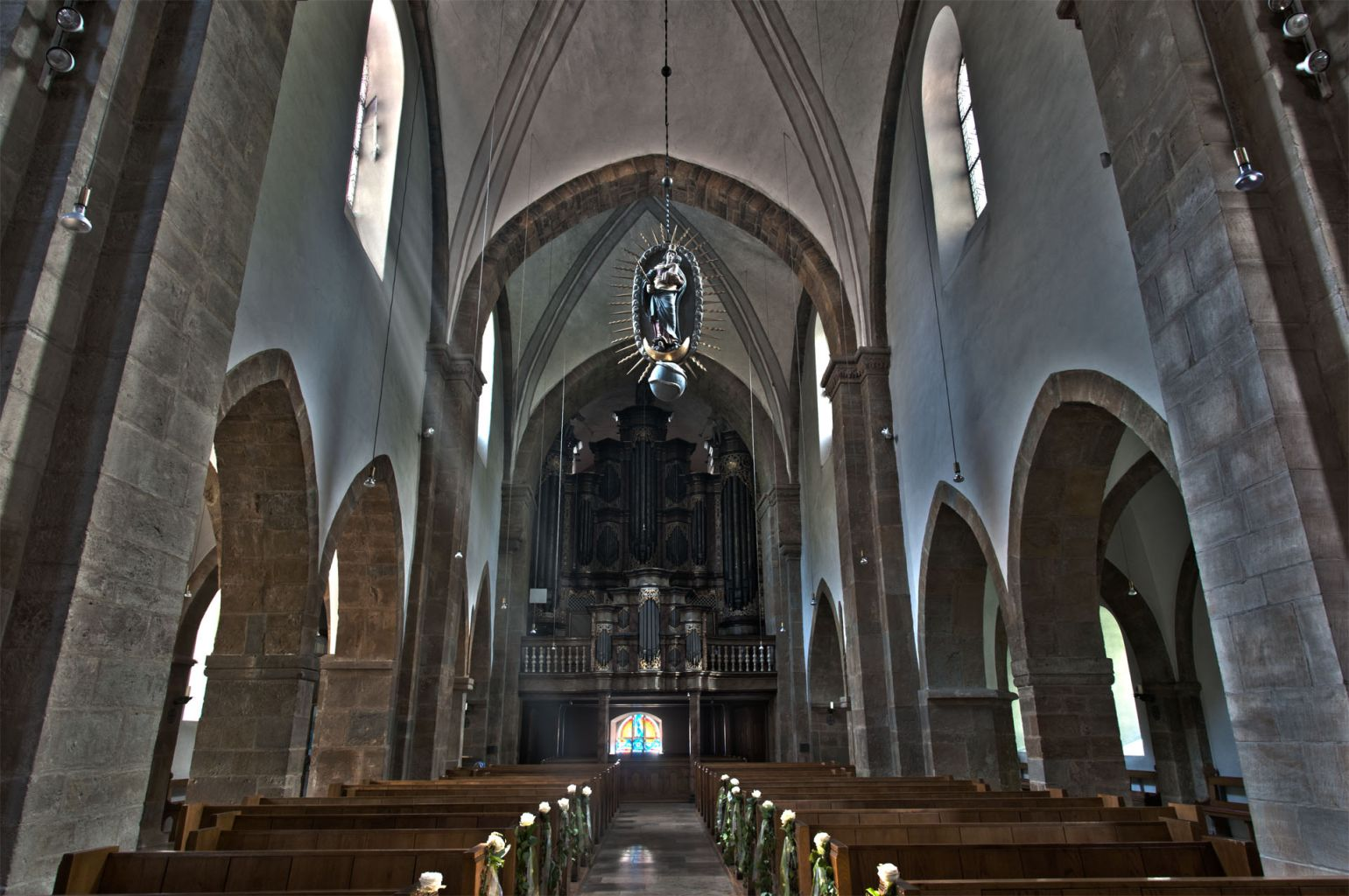
Interieur St. Nicolaaskerk
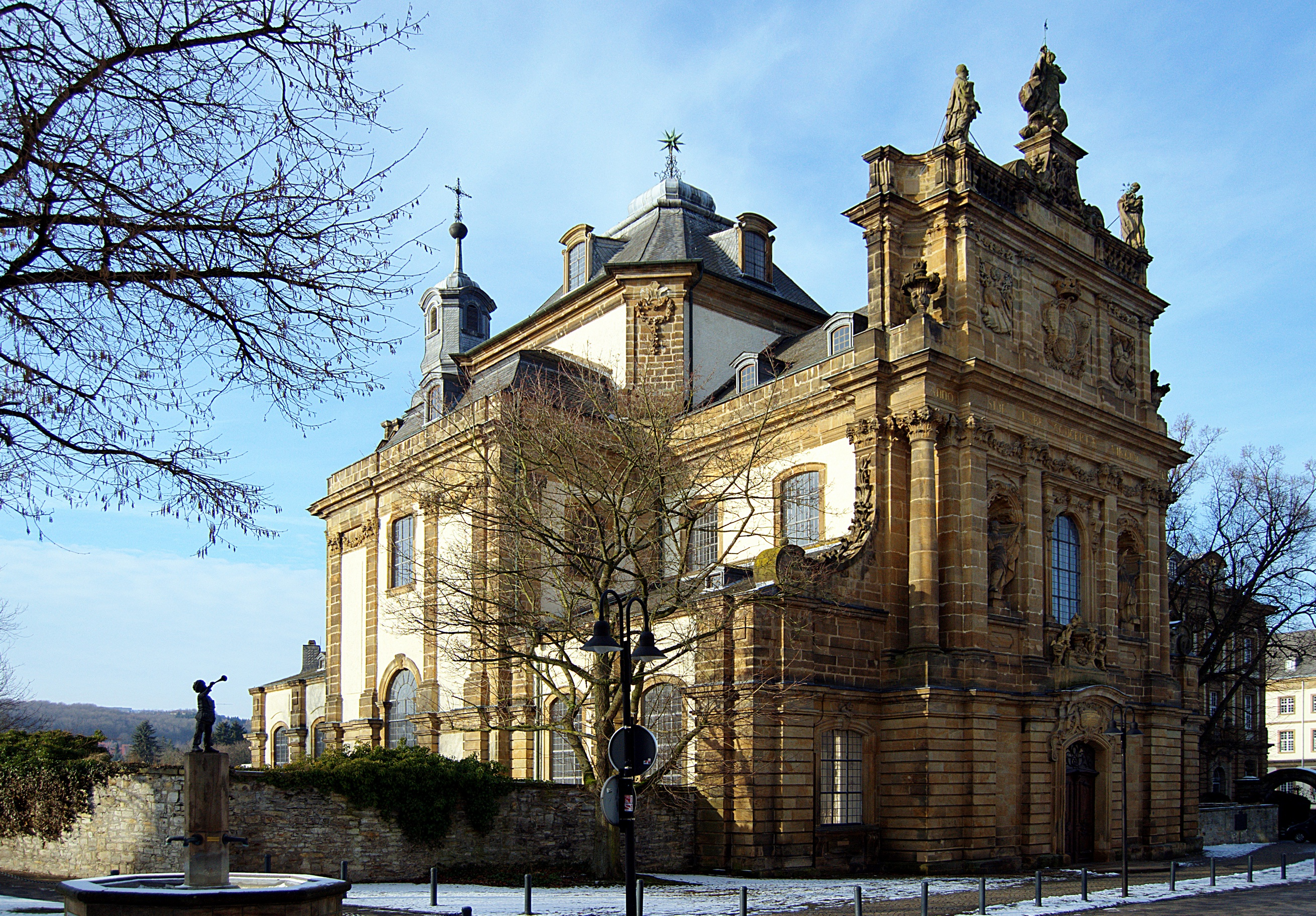
Maria-Immaculatakerk
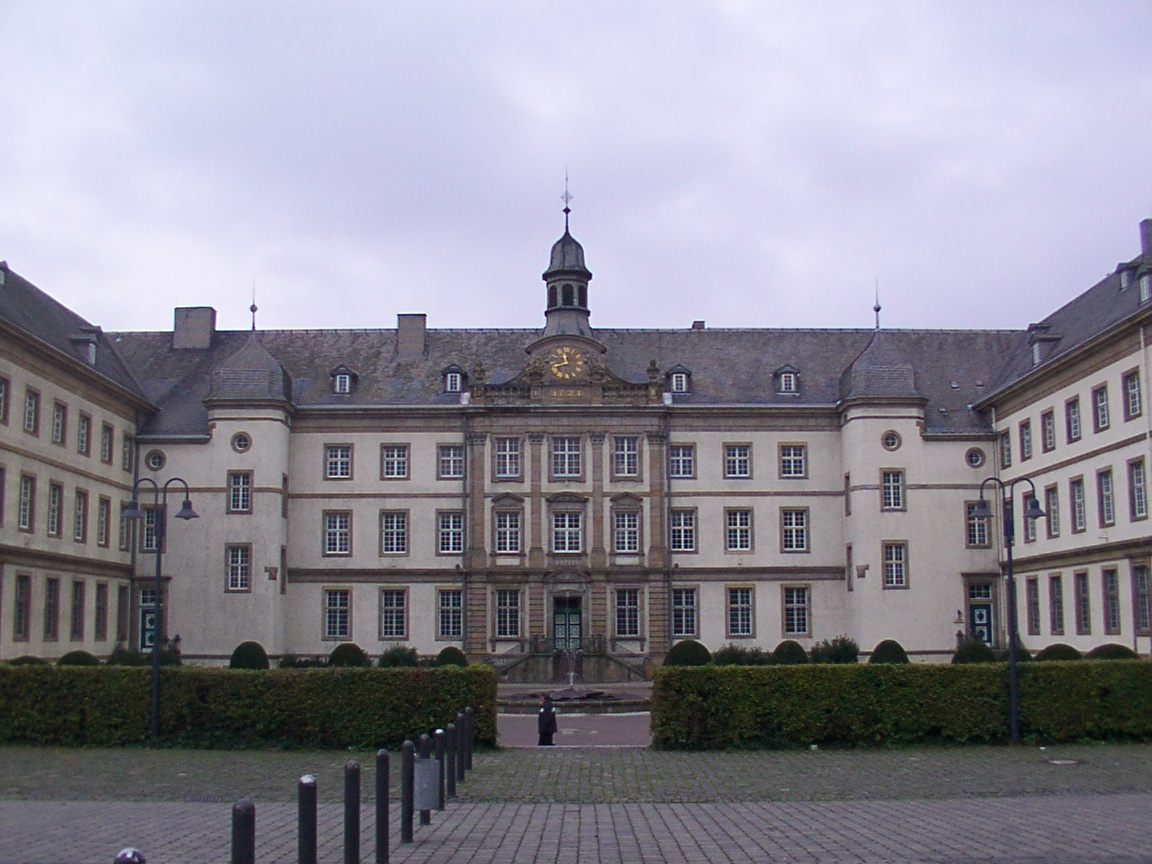
Mauritius-Gymnasium in het voormalige Jezuïetencollegium (1728)
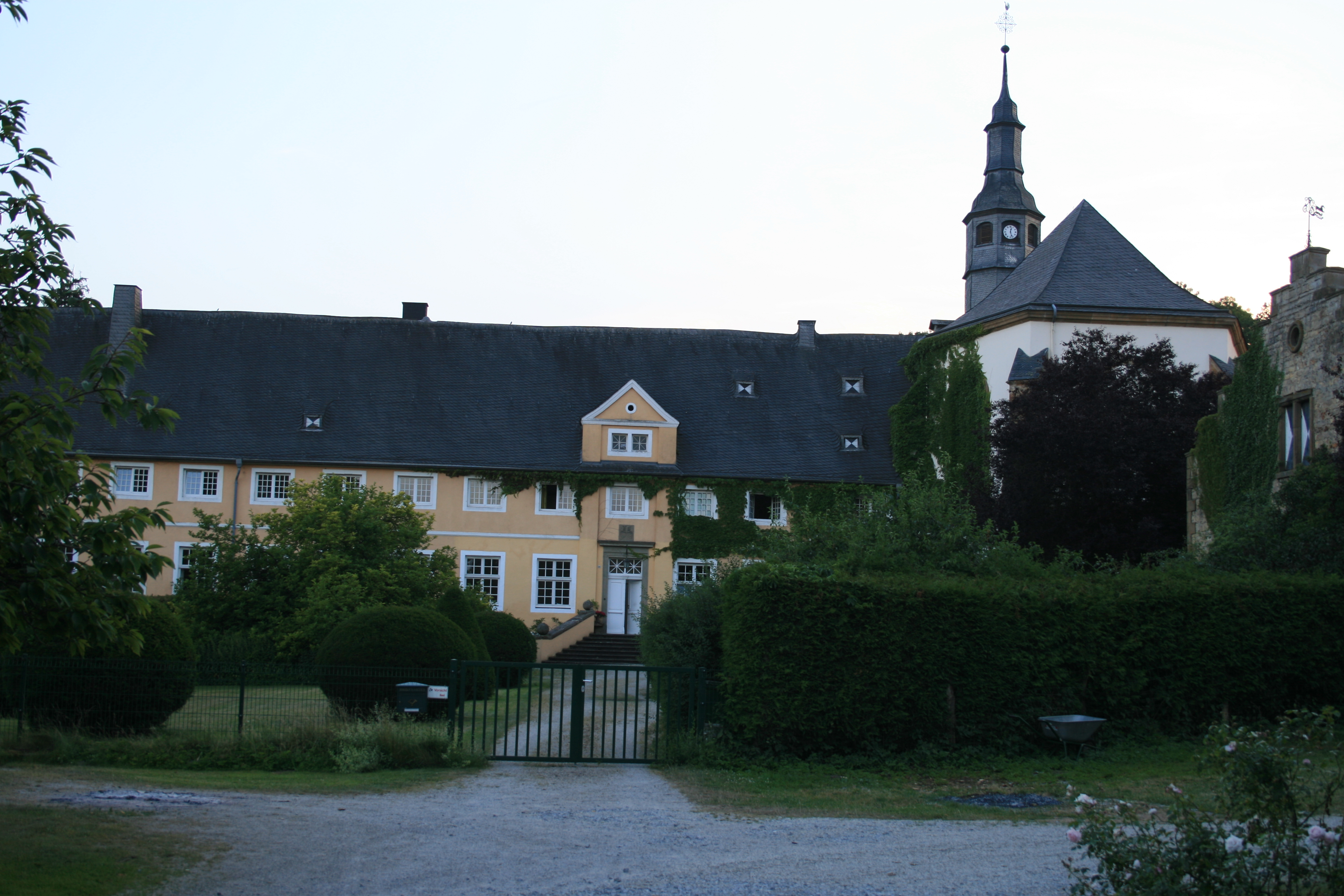
Holthausen, voormalig cisterciënzer nonnenklooster
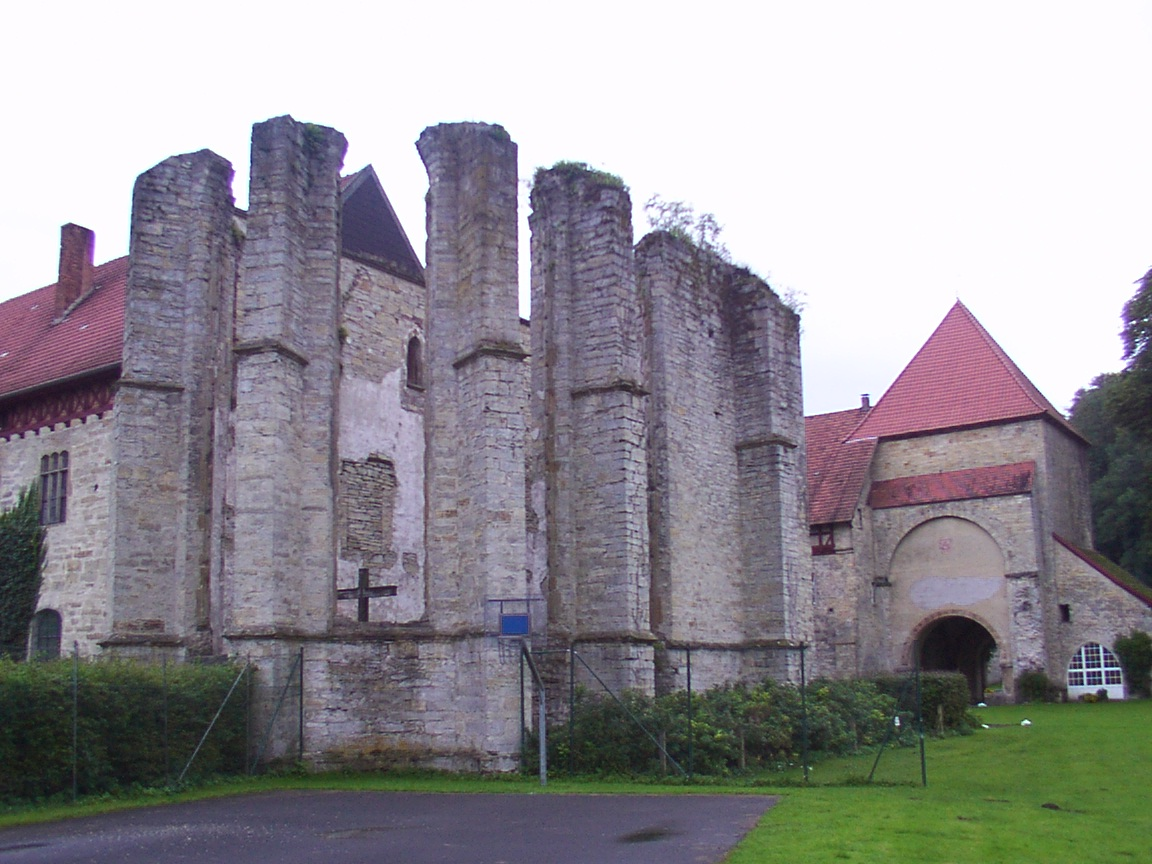
Ruïne kloosterkerk Gut Böddeken
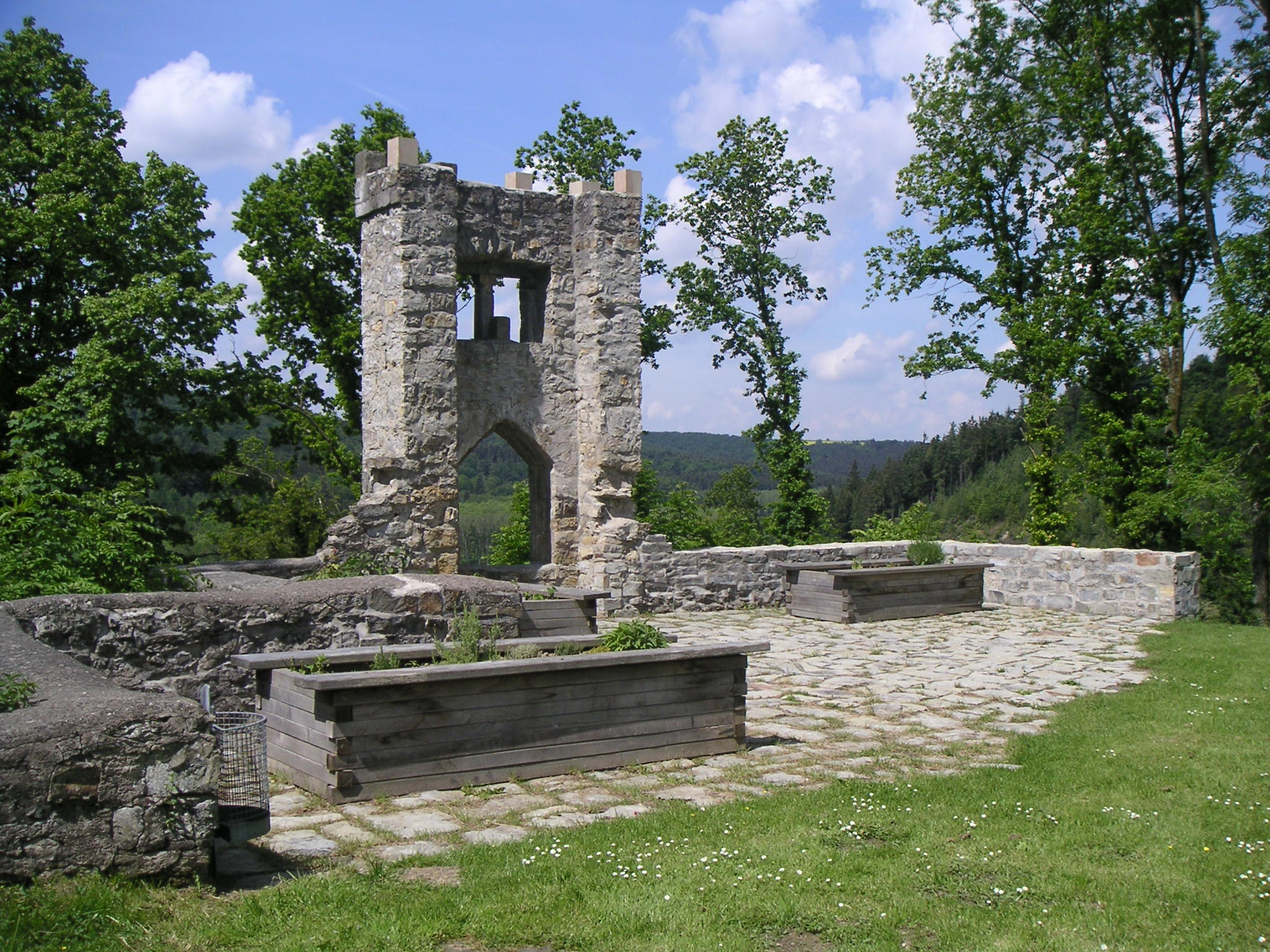
Ruïne Burg Ringelstein (stadsdeel Harth)
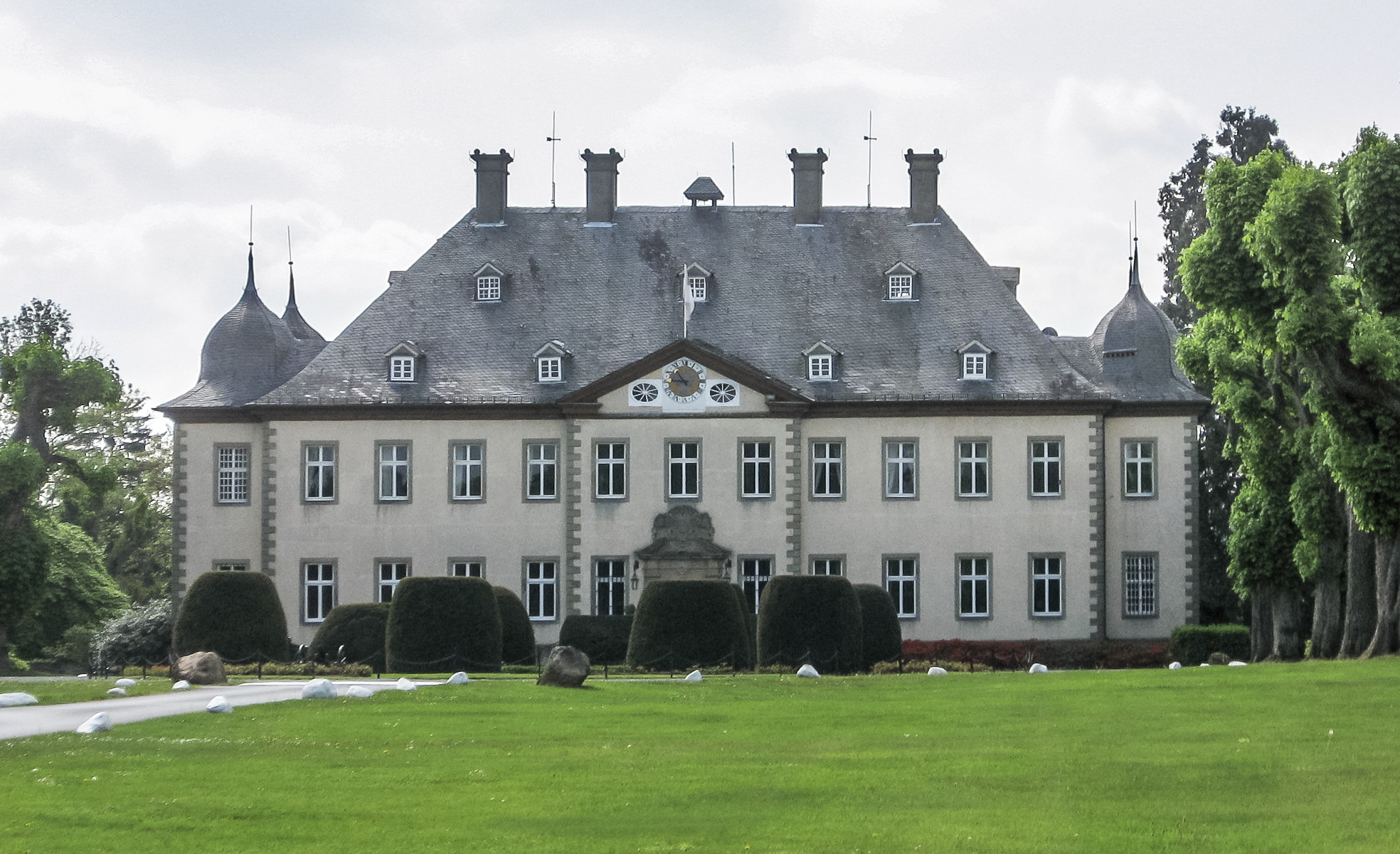
Kasteel Erpernburg, stadsdeel Brenken
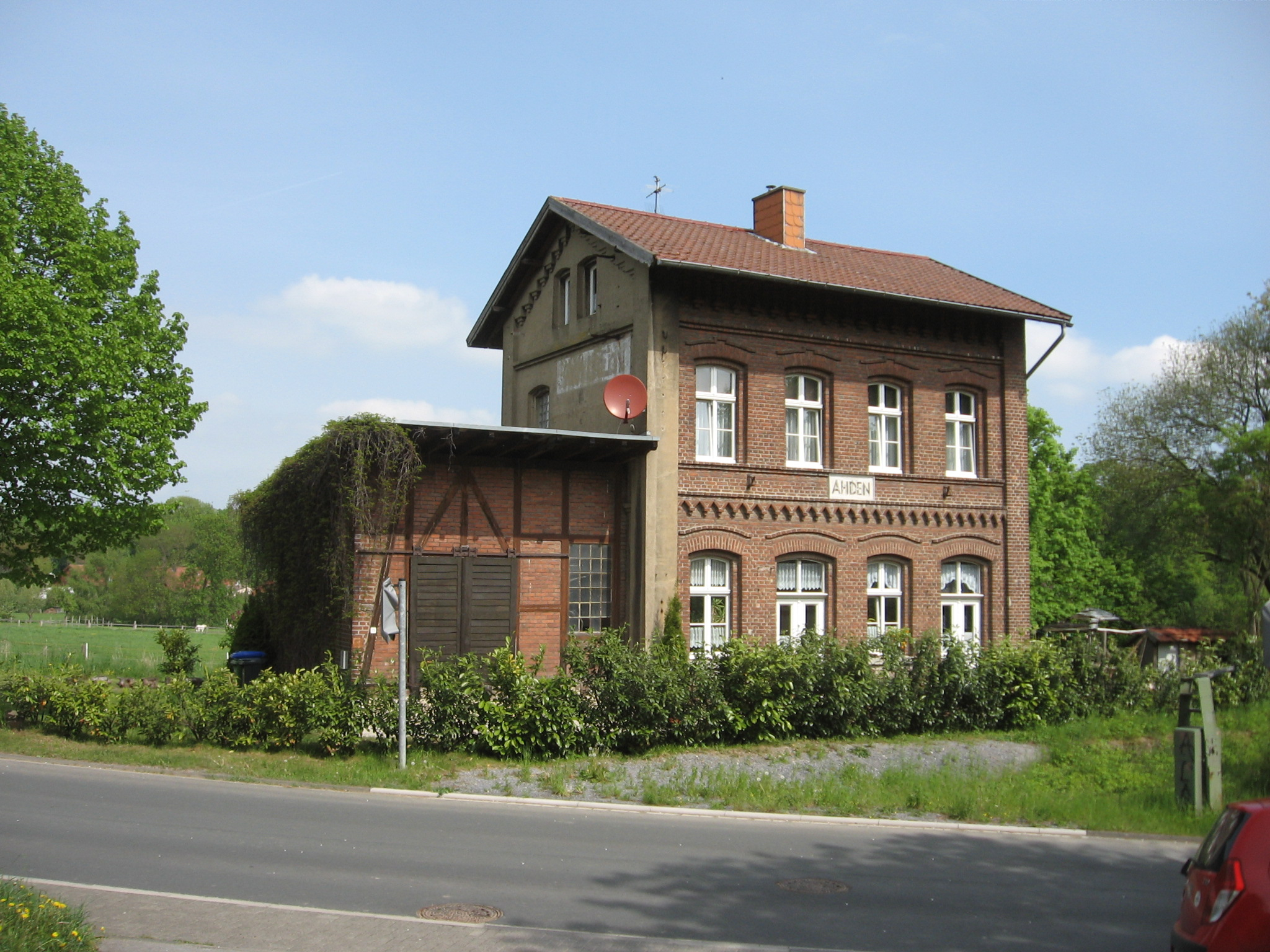
Voormalig station Ahden
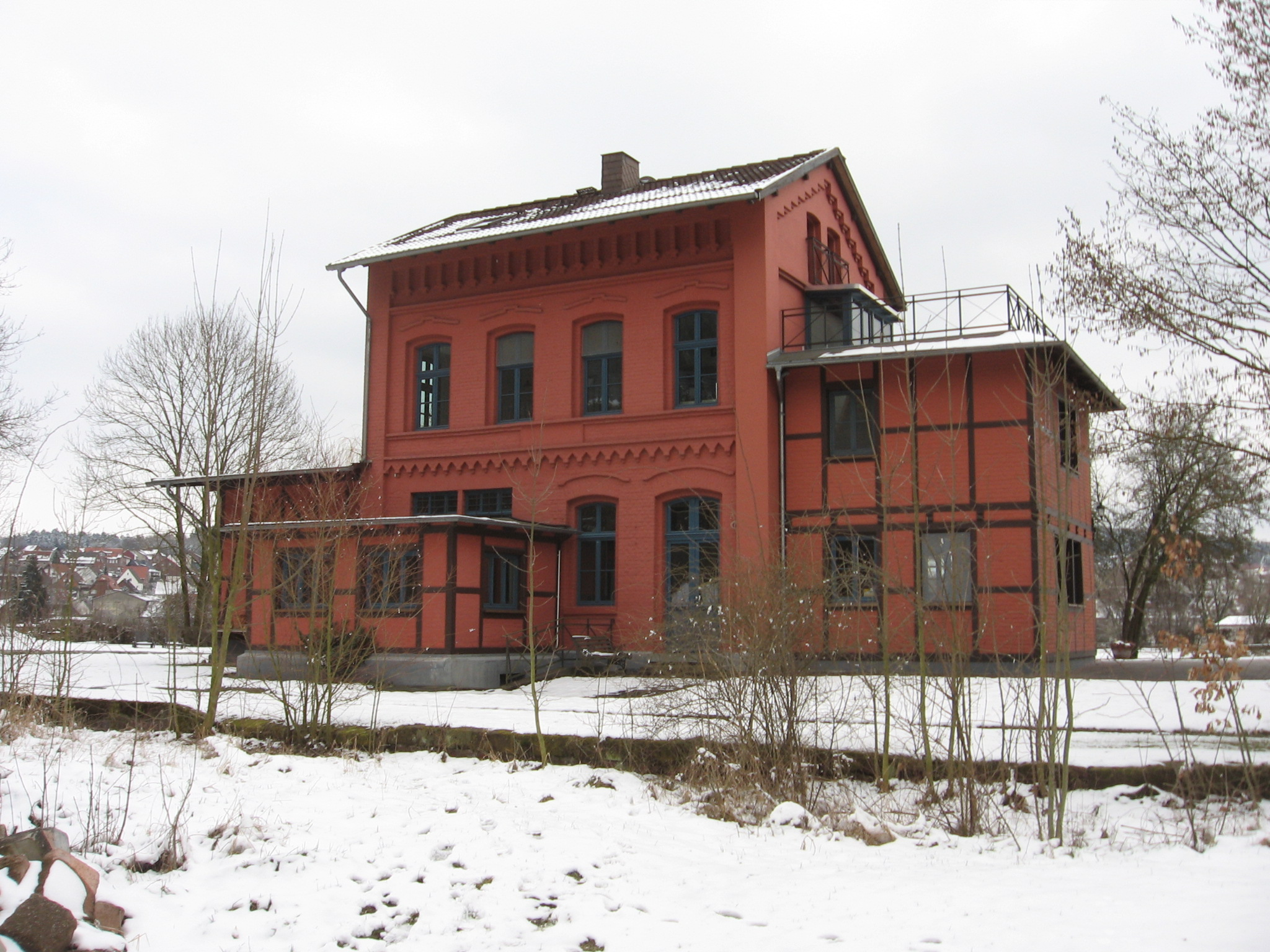
Voormalig station Brenken

Altenbeken · Bad Lippspringe · Bad Wünnenberg · Borchen · Büren · Delbrück · Hövelhof · Lichtenau · Paderborn · Salzkotten